# Bagatela (muzyka)
Bagatela – lekki gatunek muzyczny o nieokreślonym kształcie muzycznym, zwykle na fortepian. 
Terminu tego pierwszy raz użył François Couperin Le Grand w 1717. 
Ludwig van Beethoven skomponował 24 bagatele (6 z op.126, 11  z op.119 i 7 z op.33). 
Komponowali je także m.in.: 
- Ferenc Liszt,
- Bedřich Smetana,
- Camille Saint-Saëns,
- Jean Sibelius,
- Béla Bartók

Znane bagatele:
- Ludwig van Beethoven – Dla Elizy
- Ferenc Liszt – Bagatela bez tonacji